# Bornighausen
Koordinaten: 51° 30′ 16″ N, 8° 58′ 23″ O
Bornighausen ist eine Wüstung in der Gemarkung von Wrexen in der nordhessischen Stadt Diemelstadt.

## Geographische Lage
Der Ort lag auf etwa 213 Meter über Normalhöhennull, westlich von Wrexen.

## Geschichte
Bornighausen wurde als „Borchartinchusz“ in der Zeit 1332–1344 urkundlich erwähnt. Im Bereich der heutigen Wüstung stand die Burg Bornighausen.
Burg und Ort waren zwischen 1332 und 1348 als Lehen der Waldecker Grafen im Besitz des Heinrich von Eppe. Ort und Burg sind heute völlig verschwunden und zu ihrer Geschichte ist nur wenig bekannt.